# Kacper Tobiasz
Kacper Tobiasz (ur. 4 listopada 2002 w Płocku) – polski piłkarz, występujący na pozycji bramkarza, od sezonu 2020/2021 w polskim klubie Legia Warszawa. Od 2021 reprezentant Polski U-21.

## Kariera
Swoje pierwsze piłkarskie kroki stawiał w warszawskim klubie SEMP Ursynów, do którego dołączył w wieku sześciu lat. W 2012 roku przeniósł się do juniorskiej drużyny Legii Warszawa, ale po rocznym pobycie wrócił do zespołu z Ursynowa. W styczniu 2019 roku ponownie trafił do Legii, znalazł się w szerokiej kadrze zespołu w sezonie 2020/2021, w którym „Wojskowi” zdobyli mistrzostwo Polski, ale sam Tobiasz na boisku nie pojawił się ani razu.
Pierwszy mecz na poziomie Ekstraklasy rozegrał 24 lipca 2021 roku, przeciwko Wiśle Płock. 25 lutego 2022 roku został wypożyczony do pierwszoligowego klubu Stomil Olsztyn. Zadebiutował dzień później w zremisowanym 1:1 meczu przeciwko Koronie Kielce. Po zakończeniu rundy wiosennej, wrócił do Warszawy i został pierwszym bramkarzem Legii w sezonie 2022/2023.
2 maja 2023 został najlepszym piłkarzem wygranego po serii rzutów karnych spotkania finałowego Pucharu Polski przeciwko Rakowowi Częstochowa. Serią rzutów karnych zakończył się też rozgrywany 15 lipca 2023 w Częstochowie mecz o Superpuchar Polski 2023, w którym w pokonanie Rakowa wkład wniósł znowu Tobiasz, broniąc dwie „jedenastki”.
W sezonie 2023/2024 uczestniczył w rozgrywkach Ligi Konferencji Europy UEFA, w których Legia Warszawa wyszła z grupy, zwyciężając Aston Villę, Alkmaar i Zrinjski Mostar. Do lutego 2024 wychodził regularnie w pierwszym składzie również w lidze. Jednakże, po kilku miesiącach słabszej formy, a bezpośrednio po przegranym 22 lutego dwumeczu fazy play-off przeciwko norweskiemu Molde FK (2:6), stracił miejsce w pierwszym składzie na rzecz Dominika Hładuna. 3 marca 2024 wystąpił w meczu trzecioligowych rezerw, w którym obronił rzut karny. 
Za słupki pierwszej drużyny powrócił 12 maja 2024, na hitowe spotkanie wyjazdowe przeciwko Lechowi Poznań (2:1). 

## Sukcesy

### Klubowe

#### Legia Warszawa
- Puchar Polskiː 2022/2023[10], 2024/2025[17]
- Superpuchar Polski: 2023[11], 2025[18]

## Życie prywatne
Mieszkaniec osiedla Kabaty na warszawskim Ursynowie.